# Antonomásia
Antonomásia é um tipo de metonímia em que há substituição do nome de um objeto, entidade, pessoa etc. por outro nome, que pode ser um nome comum (ou perífrase)  um gentílico, um adjetivo etc., que seja alusivo a uma característica conhecida e capaz de identificar uma qualidade universal ou conhecida do  objeto, entidade, pessoa etc. (ex: Aleijadinho por 'Antônio Francisco Lisboa'; o Salvador por 'Jesus Cristo'; o príncipe da romana eloquência, por 'Cícero'; o mantuano por 'Vergílio'; um borgonha, por 'um vinho da Borgonha' etc.). , ou vice-versa (um romeu por 'um homem apaixonado'; um tartufo por 'hipócrita' ou 'dissimulado' etc.)
Exemplos consagrados